# Olinie
Olinie (Olinia) je rod rostlin z čeledi kliželovité. Jsou to dřeviny se vstřícnými jednoduchými listy a drobnými, čtyř nebo pětičetnými květy. Plodem je peckovice. Rod zahrnuje 5 druhů a je rozšířen v tropické a jižní Africe. Nejvíc druhů roste v Jihoafrické republice. Dřevo jihoafrického druhu Olinia ventosa je ceněné a používané zejména k výrobě hudebních nástrojů a luxusního nábytku. V minulosti byl rod řazen do samostatné čeledi Oliniaceae.

## Popis
Olinie jsou stromy a keře. Listy jsou jednoduché, vstřícné, celokrajné, se zpeřenou žilnatinou. Květy jsou pravidelné, oboupohlavné, čtyř nebo pětičetné. Kalich je přítomen pouze v podobě úzkého lemu na okraji češule. Koruna je složena ze 4 nebo 5 volných korunních lístků lžicovitého tvaru. Tyčinek je 4 nebo 5, mimo to jsou v různém počtu (4 až 10) přítomna sterilní staminodia. Semeník je spodní, srostlý ze 4 nebo 5 plodolistů a se stejným počtem komůrek, obsahujících zpravidla po 3 vajíčkách. Čnělka je 1, zakončená hlavatou bliznou. Plodem je dužnatá peckovice obsahující 3 až 5 semen.

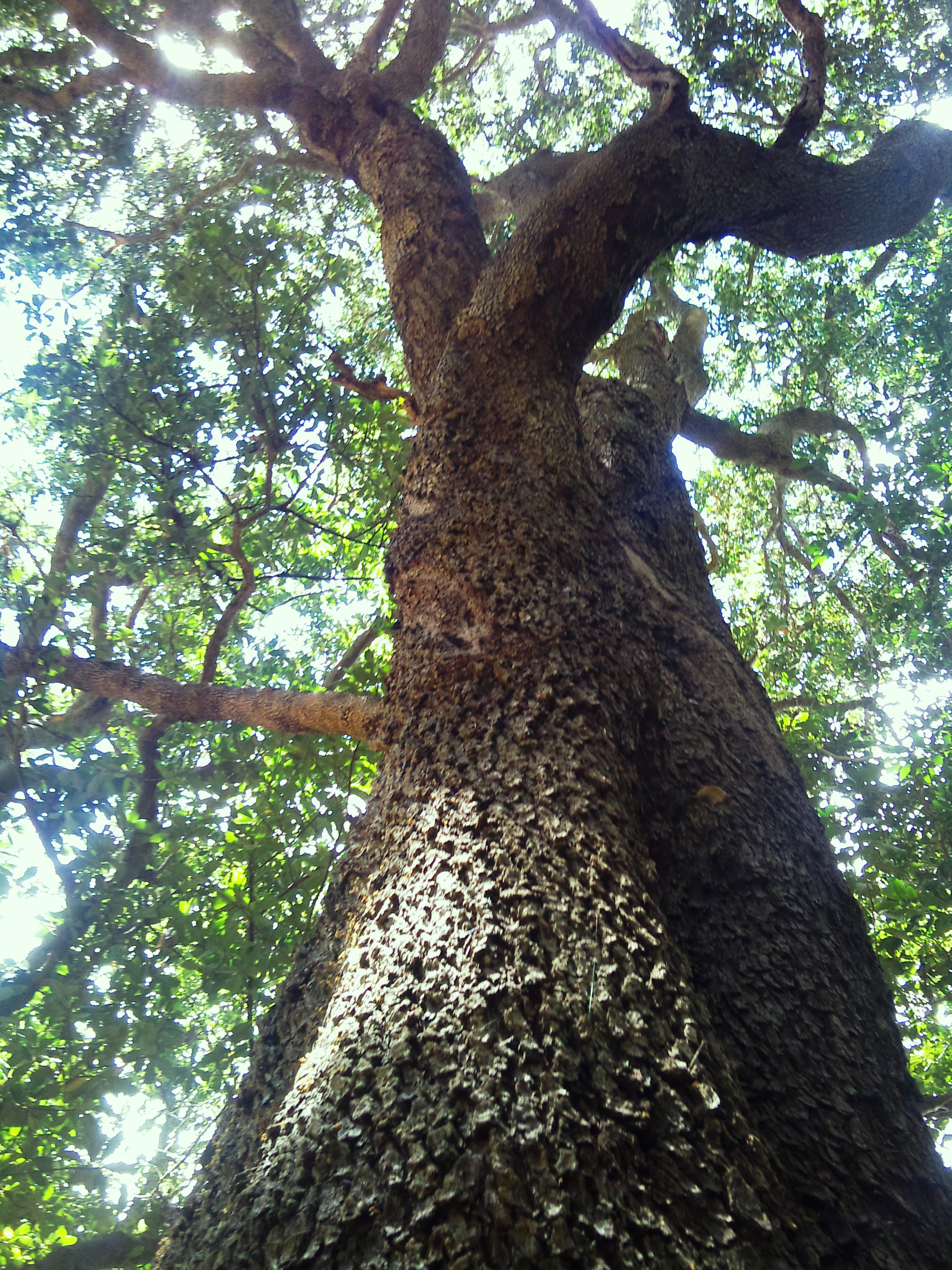
Kmen O. ventosa
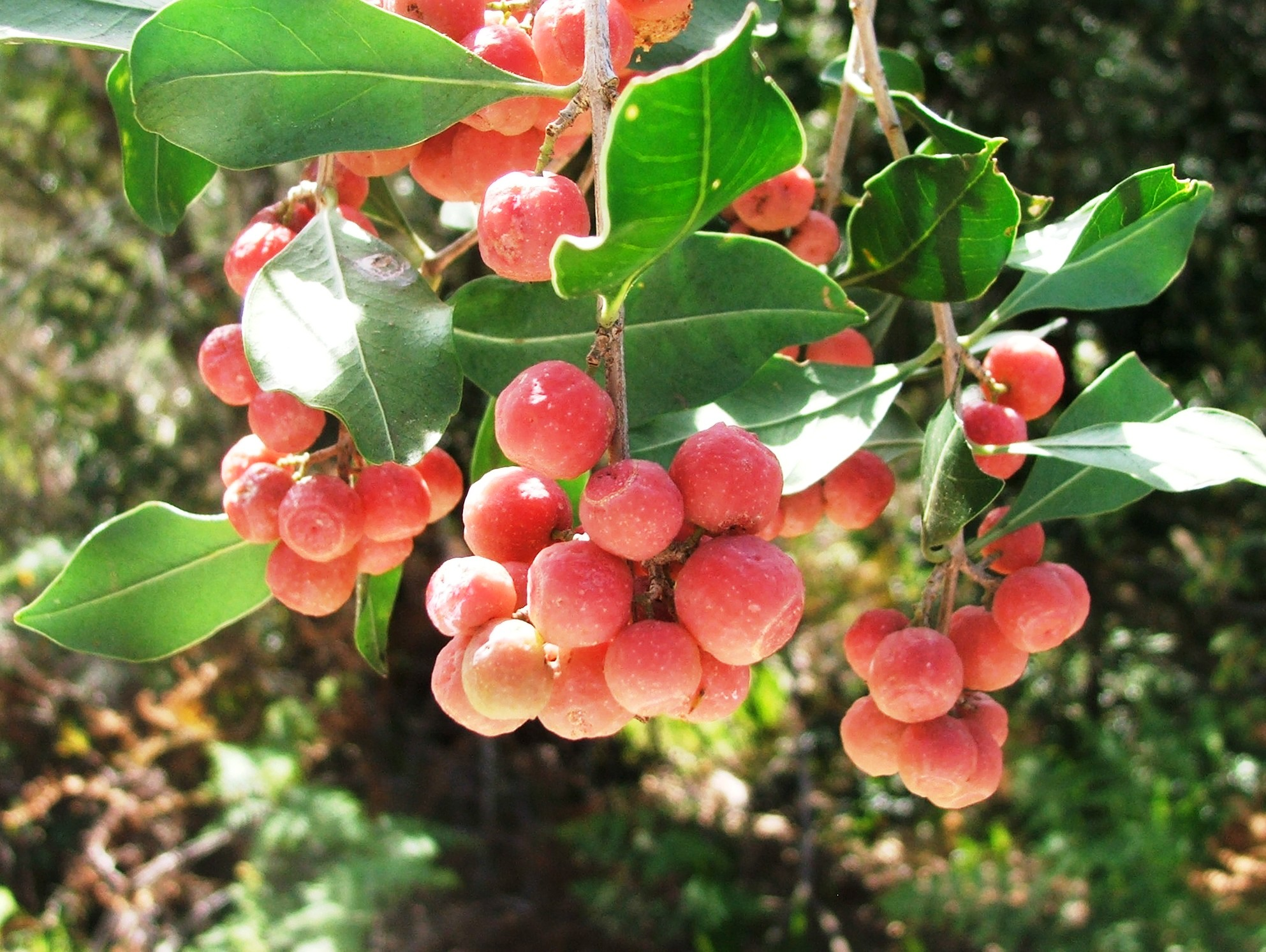
Plody O. emarginata

## Rozšíření
Rod olinie zahrnuje 5 druhů a je rozšířen v subsaharské Africe. Nejvíc druhů (celkem 4, z toho 2 endemické) roste v Jihoafrické republice. Největší areál má druh O. rochetiana, který se vyskytuje od Ugandy a Demokratické republiky Kongo po jihoafrický Transvaal.
Druh Olinia vanguerioides roste v Zambii a Mosambiku,
O. ventosa se mimo Jižní Afriky vyskytuje také na ostrově Svatá Helena.

## Taxonomie
V minulosti byl rod Olinia řazen na základě silné morfologické odlišnosti (spodní semeník aj.) do samostatné čeledi Oliniaceae v rámci řádu Myrtales, a to v klasické taxonomii (Cronquist Dahlgren Tachtadžjan) i v prvních verzích systému APG. V čeledi Penaeaceae se ocitl až v systému APG III z roku 2009.

## Význam
Dřevo jihoafrického druhu Olinia ventosa je tvrdé, těžké, svými vlastnostmi podobné ořechovému. V současnosti je málo dostupné a proto drahé. Používá se zejména k výrobě hudebních nástrojů a luxusního nábytku, v minulosti se z něj dělaly i železniční pražce a vagóny. Je známo pod názvem hard pear.